# Chersotis neara
Chersotis neara är en fjärilsart som beskrevs av Rudolf Püngeler 1906. Chersotis neara ingår i släktet Chersotis och familjen nattflyn. Inga underarter finns listade i Catalogue of Life.